# Suno AI
Suno AI és una eina d'intel·ligència artificial generativa que produeix cançons basades en descripcions textuals, combinant veus amb instruments. És accessible a través del lloc web de Microsoft Copilot. Opera fent coincidir la cançó amb les indicacions proporcionades per l'usuari (enginyeria prompt), i encara que la companyia no ha revelat el conjunt de dades utilitzades per entrenar la seva IA, s'ha protegit contra el plagi i els problemes de drets d'autor.

## Història
El 203 va ser fundat per un equip de músics i experts en intel·ligència artificial amb experiència prèvia en empreses de tecnologia com a Meta, TikTok i Kensho, i té la seva seu a Cambridge. A l'abril de 2023, es va publicar, a GitHub i Hugging Face, el seu model de text a veu i àudio de codi obert anomenat «Bark», sota la llicència MIT. El 21 de març de 2024, es va publicar la versió v3 per a tots els usuaris. La nova versió va permetre als usuaris crear un nombre limitat de cançons de 2 minuts utilitzant un compte gratuït. L'1 de juliol, es va publicar la seva aplicació per a mòbil.

### Problemes legals
Al juny de 2024, l'Associació de la Indústria Discogràfica dels Estats Units (RIAA) va interposar una demanda contra Suno AI i Udio, un altre generador de cançons, per suposada infracció massiva d'enregistraments sonors amb drets d'autor. L'acció legal cerca prohibir a aquestes empreses la formació sobre música amb drets d'autor i exigeix indemnitzacions de fins a 150,000 dòlars estatunidencs per cada infracció comesa.

## Funcionament
La intel·ligència artificial de Suno AI funciona mitjançant dos models principals: Bark i Chirp, que treballen junts per a generar tant la veu com la música d'una cançó. Bark és l'encarregat de crear les melodies vocals, mentre que Chirp s'ocupa de la música i els efectes de so.Aquests models utilitzen xarxes neuronals profundes per a generar cançons a partir d'un text (en anglès, prompt) que descriu el tipus, el títol i la lletra de la cançó. La intel·ligència artificial analitza el text i extreu les paraules clau, el ritme, el to i l'estil que es desitja. Després, crea una composició musical original que s'adapta a la descripció, usant una gran base de dades de sons, instruments i veus.